# کازموپالیتن (مجله)

تصویر کاترینا کایف روی جلد مجله در مه ۲۰۰۲

کازموپالیتن (انگلیسی: Cosmopolitan) یک مجله بین‌المللی در زمینه مد و سرگرمی ماهانه آمریکایی برای زنان است که برای اولین بار در مارس ۱۸۸۶ در شهر نیویورک به عنوان یک مجله خانوادگی منتشر شد. بعدها به یک مجله ادبی تبدیل شد و از سال ۱۹۶۵ به مجله زنان تبدیل شد. کازموپالیتن یکی از پرفروش‌ترین مجلات است و عمدتاً برای مخاطبان زن است. جسیکا پلز از سال ۲۰۱۸ سردبیر مجله است.